# فرودگاه شهری کوپرزتاون
فرودگاه شهری کوپرزتاون (به انگلیسی: Cooperstown Municipal Airport) یک فرودگاه همگانی بهره‌برداری هوایی است که یک باند فرود آسفالت دارد و طول باند آن ۱۰۶۷ متر است. این فرودگاه در کشور ایالات متحده آمریکا قرار دارد و در ارتفاع ۴۳۴ متری از سطح دریا واقع شده‌است.